# Mecistoscelini
Los mecistocelinos, Mecistoscelini, es una tribu de hemípteros heterópteros perteneciente a la familia Miridae.

## Géneros
- Erimiris - Mecistoscelis - Mecistosceloides - Mystilus